# Constance Babington Smith
Pour les articles homonymes, voir Smith.
Constance Babington Smith, née le 15 octobre 1912 à Puttenham et morte le 31 juillet 2000 à Cambridge, est une journaliste et écrivaine britannique, mais qui est mieux connue pour son travail pendant la Seconde Guerre mondiale dans le domaine du renseignement par l'interprétation des photos aériennes. Elle est à l'origine de la découverte des rampes de lancement des V1.

## Biographie
Constance Babington Smith est la fille du haut fonctionnaire Sir Henry Babington Smith, un descendant de la famille Babington. Sa mère, née Lady Elizabeth Bruce, est la fille aînée du 9e comte d'Elgin, faisant de Constance une petite-fille d'un vice-roi des Indes et une arrière-arrière-petite-fille de l'homme qui acheta les marbres d'Elgin. Constance est la septième de neuf enfants. Son père est décédé en 1923, alors qu'elle avait dix ans. À son décès, ses frères aînés sont déjà adultes, tandis que sa plus jeune sœur n'a que deux ans.
Elle fait ses études à la maison familiale « Chinthurst », à Wonersh. puis en France. Modiste de formation, elle travaille pour le styliste Aage Thaarup avant la Seconde Guerre mondiale et également pour le magazine Vogue à Londres.
Lorsque sa mère Elizabeth tombe malade dans les années 1930, Constance Babington Smith doit déménager à Weybridge pour prendre soin d'elle. Le circuit de Brooklands étant à proximité, elle y regarde des courses automobiles et aériennes pour se distraire de ses tâches domestiques. Elle prend conscience de son intérêt pour l’aviation. Le 23 décembre 1936, elle écrit son premier article sous le nom de « Babs » pour le magazine The Aeroplane.

### Pendant la Seconde Guerre mondiale

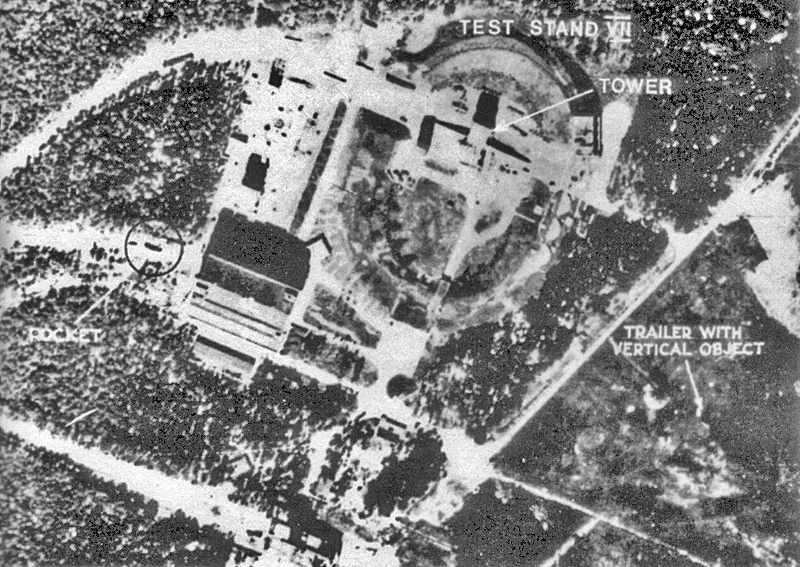
Photo de reconnaissance photographique de la RAF de 1943 du banc d'essai VII au centre de recherche de l'armée de Peenemünde sur la côte baltique de l'Allemagne, une photographie du type sur laquelle Constance Babington Smith a travaillé

Ses connaissances en aéronautique l'amenent à rejoindre la Women's Auxiliary Air Force et le renseignement photographique pendant la Seconde Guerre mondiale. En décembre 1940, elle fait partie du cinquième groupe de WAAF. Elle est formée à l'interprétation photographique et s'y qualifie aux côtés d'Eve Holiday et d'Ann McKnight Kauffer (fille du graphiste Edward McKnight Kauffer ). Elle  travaille aux côtés de Sarah Oliver (la fille de Winston Churchill ),.
Constance Babington Smith écrit un rapport sur les avions italiens qui avait impressionne son chef d'escadron. Au début du conflit, le travail d'interprétation photographique se concentre sur les navires, mais son expertise dans le domaine des avions lui permet d'être sollicitée au début de 1941 pour créer une section d'identification aérienne qu'elle gère seule. Il est inhabituel pour un officier de la WAAF de diriger sa propre section sans un officier de la RAF à ses côtés. Une collègue de l'unité, Ursula Powys-Lybbe, écrivit plus tard que :  « Babs avait suffisamment de force de caractère, une extraordinaire détermination ainsi qu'un dévouement total à la tâche, mêlés à un minimum de détermination nécessaire pour pouvoir assumer seule le commandement de la nouvelle section ». L'unité quitte Londres bombardée. Constance Babington Smith sert dans l'Unité centrale d'interprétation (MI4),,.
En 1942, elle a fait une discrète apparition dans le long métrage du ministère de l'Air Target for Tonight. Elle reçoit une citation militaire pour son travail.
Travaillant sur l'interprétation de photographies de reconnaissance aérienne, Constance Babington Smith est crédité de la découverte du V1 à Peenemünde dont elle réalise la première identification à l'été 1943. Elle prouve qu'il s'agit de rampes de lancement pour le V1 et en décembre 1943 son identification est confirmée entrainant la destruction de 96 rampes par les Alliés,.
Après le 8 mai 1945, Constance Babington Smith est affectée au renseignement de l'USAAF à Washington pour poursuivre son travail sur l'interprétation photographique, cette fois pour le théâtre du Pacifique.

### Après guerre
De 1946 à 1950, elle est journaliste pour le magazine Life . Elle s'installe ensuite à Cambridge, où elle se convertit à l'orthodoxie grecque et devient écrivain et biographe.
Ses mémoires de guerre, Evidence in Camera, furent en 1957 le premier récit complet de la reconnaissance photographique britannique pendant la Seconde Guerre mondiale.Elle apparait dans plusieurs épisodes de la série télévisée de la BBC de 1977, The Secret War, où elle parle de son travail en temps de guerre en tant qu'interprète photo en rapport avec le sujet de l'épisode.
Elle est la fondatrice et la directrice du Mosquito Memorial Appeal Fund, aujourd'hui le de Havilland Museum Trust.

## Reconnaissance
Son rôle est interprété par Sylvia Syms dans le film Opération Crossbow (1965).

## Distinctions

### Royaume-Uni
- Ordre de l'Empire britannique à titre militaire (1945).

### États-Unis
- Legion of Merit (1946).